# Palinuro (Centola)
Palinuro è la maggiore frazione di Centola, in provincia di Salerno in Campania. È una stazione balneare del Cilento, il cui nome è leggendariamente collegato ad un personaggio dell'Eneide, il mitico Palinuro, nocchiero della flotta di Enea.

## Geografia fisica

### Territorio
Sito non lontano dalle foci dei fiumi Lambro e Mingardo, Palinuro si estende sulla piccola penisola dell'omonimo promontorio, Capo Palinuro, rinomato per la bellezza paesaggistica, le sue emergenze naturalistiche e per la presenza di grotte sia emerse, visitabili in barca, che sottomarine, raggiungibili solo in immersione.

Palinuro si trova all'incrocio delle strade statali 447, 447r, 562 e 562d; a 8 km (nord-ovest) da Marina di Camerota, 10,5 (sud-est) da Pisciotta, 5 (sud) da Caprioli, 7 (sud-ovest) da Centola e circa 100 (sud-est) da Salerno.

### Clima
Palinuro possiede il classico clima mediterraneo. 

## Origini del nome

### Mito
Palinuro personifica il caro nocchiero di Enea, che perde la vita perché il dio del sonno lo fa addormentare con musica e dolci parole e poi lo butta in acqua. Così si avvera quello che il fato aveva sempre detto: per far sì che Enea raggiunga il Lazio, uno di loro, un troiano, dovrà morire. Enea accortosi della mancanza dell'amico lo cerca ma non trovandolo immagina la sua morte. In realtà, come raccontato nell'Eneide, Palinuro nuota fino a raggiungere la costa, dove viene ucciso dai velini e lasciato insepolto sulla riva del mare; per questo motivo, quando Enea scende agli inferi e incontra il fantasma del suo nocchiero, questi lo prega di cercarne il corpo e di dargli degna sepoltura, affinché la sua anima possa riposare in pace. Ma, etimologie leggendarie a parte, nelle cronache e nei documenti medievali e rinascimentali il toponimo si trova solo nella forma Capo Palinudi (presumibilmente quindi dal l. palus-paludis, 'palude') e vedi infatti anche il catalano medievale Cap de Pelanuda; in seguito fu ulteriormente corrotto in ‘Palinuro’ dalla dizione dialettale locale Palinnuri.

### Fontana del Settecento
Costruita in un orto gentilizio al centro di Palinuro alla fine del secolo XVIII, è un esempio di architettura rurale, che dimostra il notevole valore che veniva dato dai proprietari ai propri orti. La fontana ha forma rettangolare con tre propaggini che sporgono a forma di petali simmetrici. Vi sono dei tralci di vite disegnati sui pilastri laterali e, nonostante l'abbandono in cui versa, essa conserva una caratteristica pittura a pastello. Al centro vi è una cavità da cui sgorga l'acqua.

## Storia
Alcuni scavi effettuati in Località San Paolo intorno agli anni '50, portarono alla luce una necropoli arcaica risalente al VI sec. a.c. con inumazioni ed arredi funerari, tra cui una moneta riproducente su un lato la scritta PAL-MOL e sull'altro l'effigie di un cinghiale in corsa.
Alcuni indizi però e qualche leggenda indicherebbero la presenza umana in quei luoghi, già tre secoli prima.
Non sono presenti tracce o elementi riconducibili all'epoca romana, anche se è verosimile che le caratteristiche del promontorio siano state utilizzate con assiduità dalle navi sia commerciali che militari dell'antica Roma.
Con le scorrerie saracene ed il declino della vicina Molpa si ebbe l'incremento urbano ed abitativo di Palinuro in concomitanza con l'occupazione normanna.
Si ha per certa una scorribanda dei Saraceni l'11 giugno 1464 con gravissimi danni inflitti sia all'abitato di Palinuro che in altre località dei dintorni.

## Cultura

### Musei

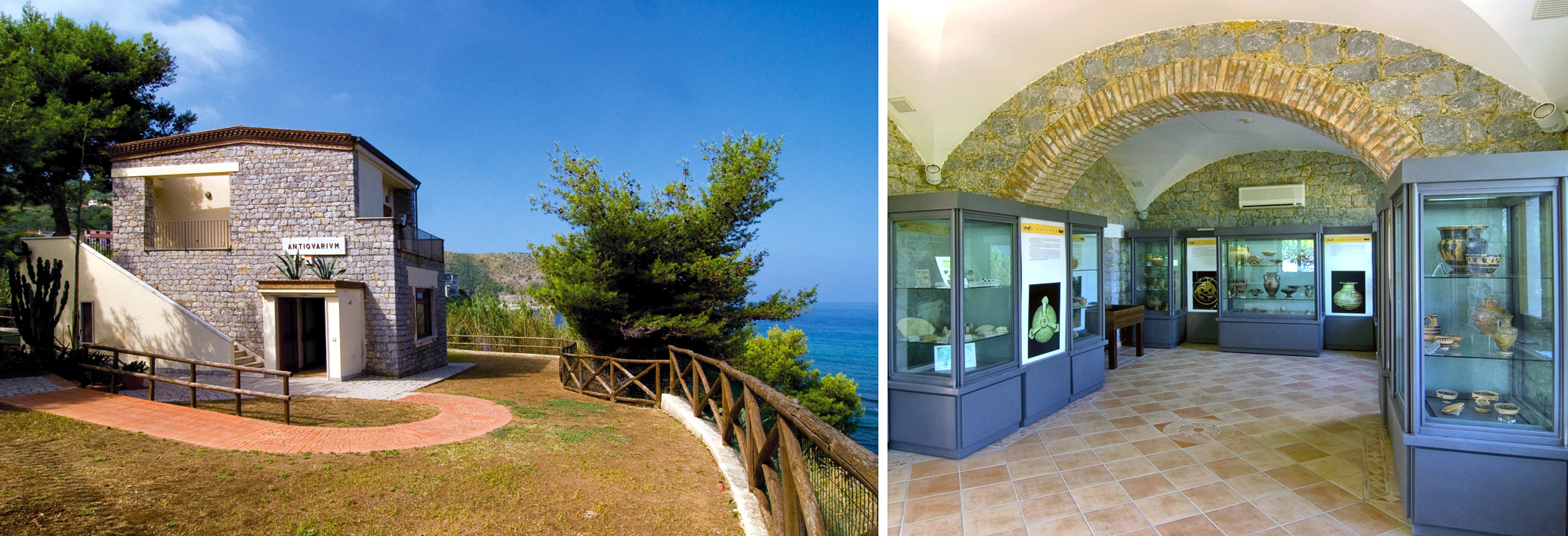
Antiquarium di Palinuro

#### Antiquarium di Palinuro
L'Antiquarium di Palinuro è situato in località Ficocella su un terreno a picco sul mare. L'edificio che oggi ospita il piccolo museo venne realizzato negli anni ‘60 grazie all'interesse dell'Ente provinciale per il turismo di Salerno, per raccogliere ed esporre i numerosi reperti archeologici venuti alla luce durante una serie di campagne di scavo condotte a partire dal 1948. L'antiquarium raccoglie suppellettili di ossidiana risalenti a 6000 anni fa circa, i resti di un antico insediamento preistorico individuato nel 1983, i corredi della necropoli di età arcaica che hanno restituito ceramica di tradizione ionica, ceramica attica a figure nere e ceramica di produzione locale tipica del Vallo di Diano con decorazione geometrica, adoperata, oltre che per contenere acqua o derrate alimentari, anche come cinerari dei defunti sottoposti a cremazione. Sono inoltre esposti i ritrovamenti di numerosi relitti di età ellenistica affondati nel mare di Palinuro.

### Cinema
La spiaggia dell'Arco Naturale di Palinuro è stata scelta come location in vari film, tra cui Gli argonauti 2, Ercole alla conquista di Atlantide,  Scontro di titani e Wonder Woman. 
La spiaggia delle Saline e il centro di Palinuro con alcuni dei maggiori hotel compaiono nei film Vacanze d'estate del 1985 con gli attori comici Bombolo e Enzo Cannavale, e Provocazione fatale del 1990. Invece Capo Palinuro e la retrostante valle del Mingardo compaiono nel film di Martone Noi credevamo.

## Economia

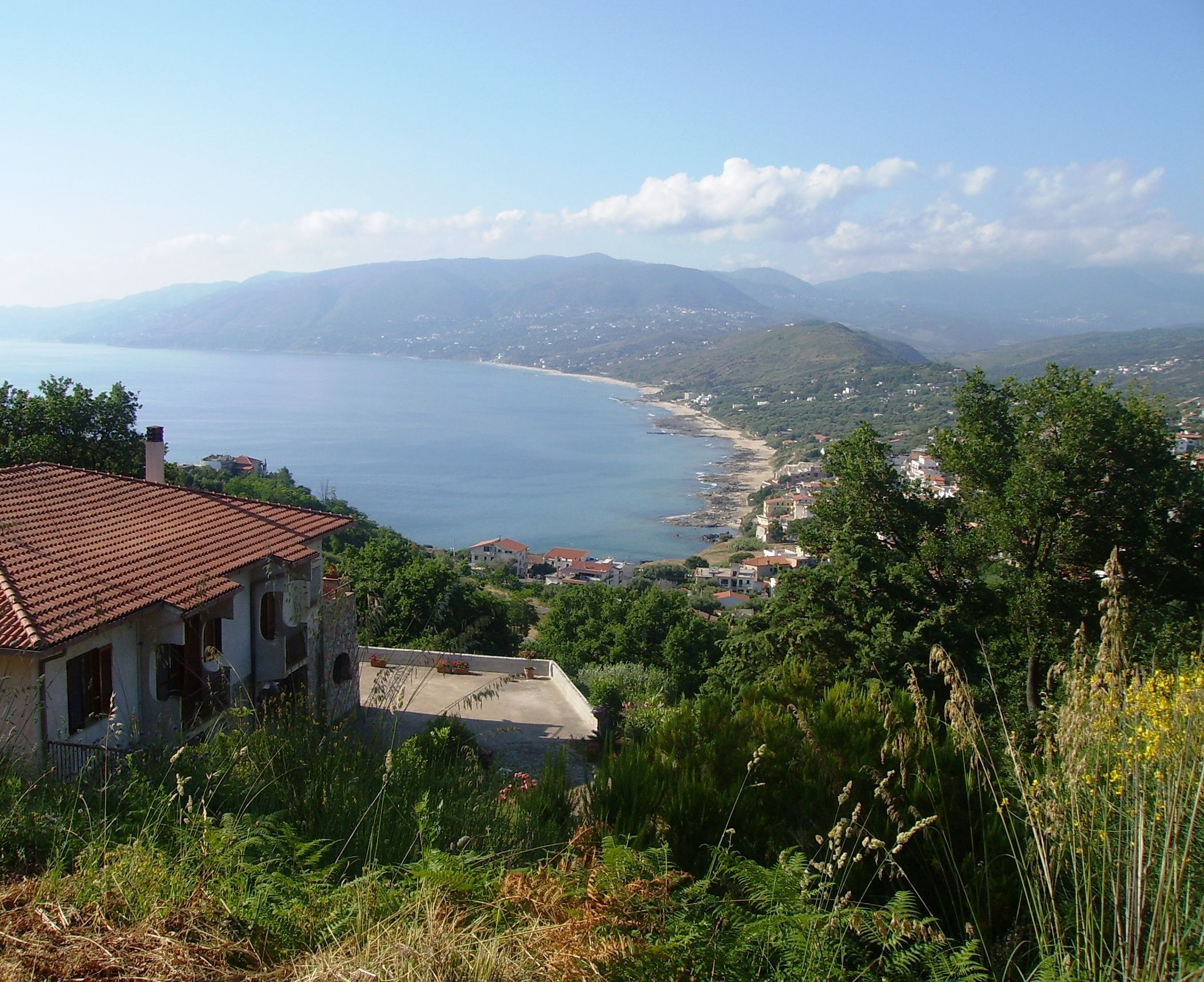
Dintorni di Palinuro

### Turismo
Palinuro è una località turistica piuttosto nota. La buona ricettività estiva è dovuta sia alla qualità delle acque (che le frutta da alcuni anni la "Bandiera Blu" e le "Vele di Legambiente") che alla posizione del paese nel contesto del parco nazionale del Cilento e Vallo di Diano.
Oltre alle spiagge site dal lato del paese di Palinuro, è piuttosto frequentata la zona chiamata Spiaggia Mingardo (detta anche Arco Naturale, per via di una formazione rocciosa ad arco), sul versante del golfo di Policastro. Nel novembre 2007 parte della parete esterna dell'Arco è franata, a causa delle infiltrazioni d'acqua nella roccia; al momento si stanno studiando varie ipotesi per salvaguardare un così singolare monumento naturale, anche se tuttora nessun intervento risolutivo è stato messo in atto, ed è stata solamente allestita una passerella che permette il passaggio dei visitatori sotto l'arco al riparo dalla caduta di pietre. La spiaggia del Buondormire è tra le più conosciute spiagge di Palinuro, si trova nel cuore della Costiera Cilentana.
Altro motivo di attrazione turistica sono le numerose grotte marine e sottomarine site attorno Capo Palinuro (tra cui la famosa Grotta Azzurra), piuttosto apprezzate per le escursioni subacquee.

### Strade

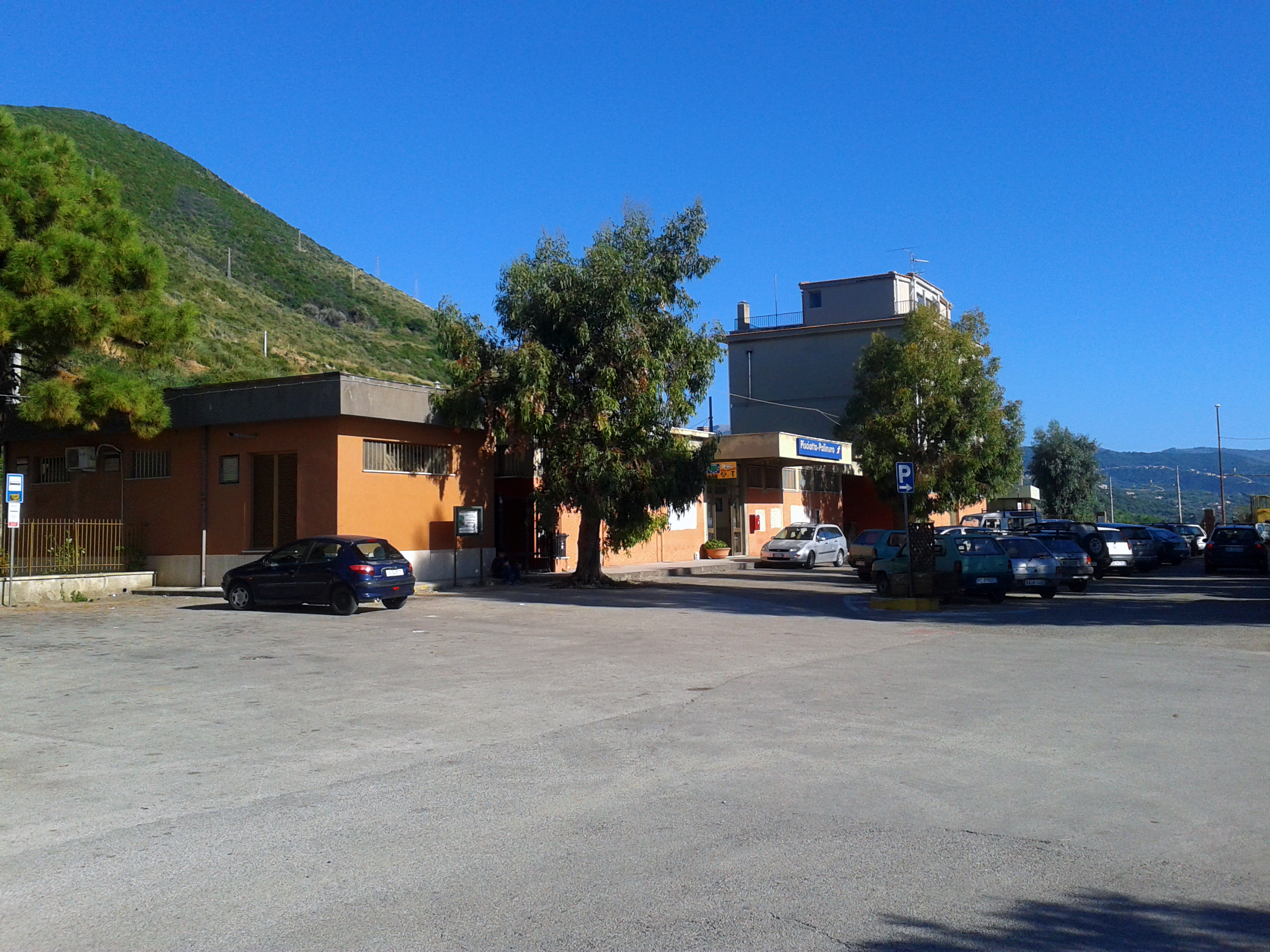
Stazione ferroviaria di Pisciotta-Palinuro.

## Infrastrutture e trasporti

### Ferrovie
Palinuro non è servita direttamente da una stazione ferroviaria all'interno del proprio territorio; vengono considerate stazioni di riferimento quella di Pisciotta-Palinuro e quella di Centola-Palinuro-Marina di Camerota, entrambe situate sulla ferrovia Battipaglia-Reggio Calabria. Sono stazioni di una certa importanza principalmente per motivi turistici. La prima è situata nel contiguo comune di Pisciotta, a circa 8 km di distanza dal centro di Palinuro, a cui è collegato mediante un servizio di autobus non cadenzati, e vi fermano numerosi treni a lunga percorrenza. La seconda invece è situata nella contigua frazione di San Severino (facente parte anch'essa del comune di Centola) ed è distante 11 km dal centro di Palinuro, tuttavia è servita solo da treni regionali.

### Porti
Il porto di Palinuro è una struttura artificiale ricavata nell'insenatura Nord di Capo Palinuro. Esso è delimitato da una riva banchinata lunga circa 190 metri, munita di anelli di ormeggio, e da un molo di sopraflutto lungo circa 160 metri. Il porto è caratterizzato da un discreto traffico diportistico; significativa la funzione peschereccia. In radice del molo di sopraflutto vi è uno scalo d'alaggio.
Il porto è inoltre il maggiore punto di partenza per le escursioni in barca alle grotte marine di Capo Palinuro, operate con i caratteristici gozzi.